# Sason andamanicum
Sason andamanicum är en spindelart som beskrevs av Simon 1888. Sason andamanicum ingår i släktet Sason och familjen Barychelidae.
Artens utbredningsområde är Andamanerna. Inga underarter finns listade i Catalogue of Life.